# Peng Jianfeng
Pour les articles homonymes, voir Peng.
Dans ce nom chinois, le nom de famille, Wang, précède le nom personnel Zongyuan.
Peng Jianfeng, né le 6 septembre 1994 à Jiangmen, est un plongeur chinois.

## Palmarès

### Championnats du monde
- Championnats du monde de natation 2017 à Budapest  Hongrie :
  -  Médaille d'or du plongeon individuel à 1 m.
- Championnats du monde de natation 2019 à Gwangju  Corée du Sud :
  -  Médaille de bronze du plongeon individuel à 1 m.
- Championnats du monde de natation 2023 à Fukuoka  Japon :
  -  Médaille d'or du plongeon individuel à 1 m.

### Jeux asiatiques
- Jeux asiatiques de 2018 à Jakarta  Indonésie :
  -  Médaille d'or du plongeon individuel à 1 m.